# Diuris sulphurea
Diuris sulphurea är en orkidéart som beskrevs av Robert Brown. Diuris sulphurea ingår i släktet Diuris och familjen orkidéer. Inga underarter finns listade i Catalogue of Life.

## Bildgalleri

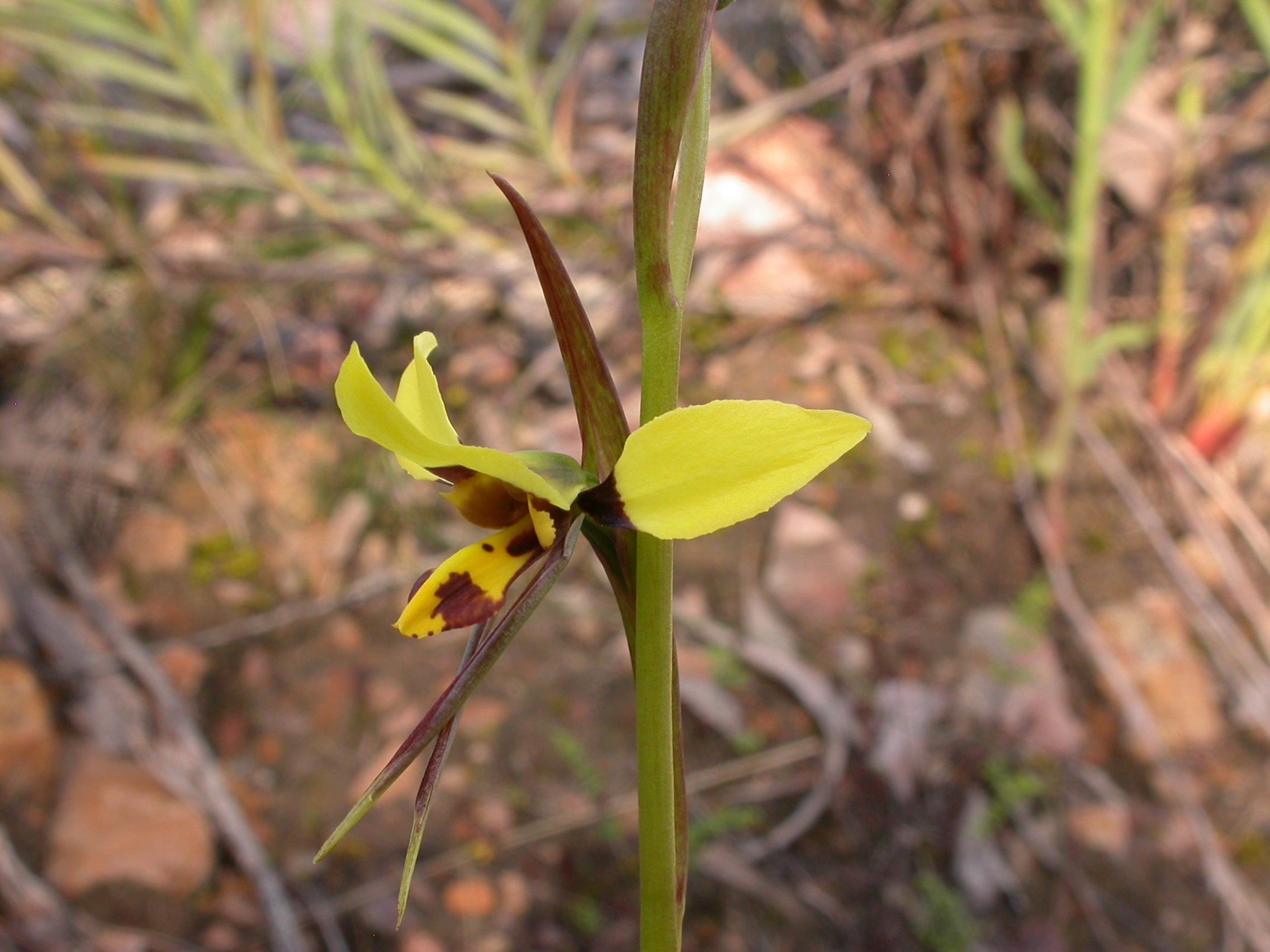